# USCGC Fir (WLB-213)
Pour les autres navires du même nom, voir USCGC Fir.
L'USCGC Fir (WLB-213) est un baliseur de l'United States Coast Guard de classe Juniper (en). Il est sous le contrôle opérationnel de OPCON du commandant du 13e District des Gardes-Côtes District d'Astoria en Oregon). Il navigue dans les eaux côtières de l'État de Washington et d'Oregon pour conduire des missions  de balisage, d'aide à la navigation et d'application de la loi maritime.

## Construction et caractéristiques
L'USCGC Fir a été construit par le chantier naval Marinette Marine de Marinette dans le Wisconsin. Il a lancé le 18 août 2003 et mis en service le 8 novembre 2003.

Il est propulsé par deux moteurs Caterpillar diesel de 3.100 chevaux, avec une vitesse de pointe de 16 nœuds. Il possède des propulseurs d'étrave permettant le maintien  du navire avec une précision de moins de cinq mètres sur sa position prévue de levage. Il est également équipé d'un
système antipollution utilisé dans sa mission de protection de l'environnement maritime. Il a aussi une grue hydraulique de 20 tonnes et quatre treuils.
Il embarque aussi deux bateaux semi-rigides et des armes de petit calibre pour les missions d'application de la loi et les opérations de défense. Conformément au droit international, le Fir est considéré comme un navire de guerre américain.

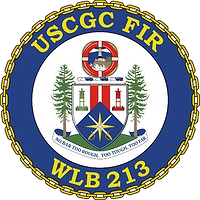
Emblème du USCGC Fir (WLB-213)

## Missions
Le baliseur Fir est responsable de l'aide à la navigation pour une zone de responsabilité allant de la frontière de l'Oregon et la Californie à la frontière canado-américaine et comprend aussi les rochers et rivières dangereuses du Pacifique Nord-Ouest. Il mène également des missions portuaires et de sécurité côtière, de recherche et de sauvetage en mer, et les opérations d'intervention de l'environnement marin.

## Histoire
Fir tire son nom d'un ancien bateau-phare et baliseur USCGC Fir (WAGL/WLM-212) construit par la Moore Drydock Company à Oakland en Californie, en 1939. Après avoir servi comme navire auxiliaire multi-mission pendant plus de 50 ans, le premier Fir a été désarmé en 1991.
En mai 2009, Fir est intervenu sur un accident d'avion dans le fleuve Columbia. Un avion expérimental volant d'Astoria à Seattle a subi une panne de moteur et est tombé dans le fleuve Columbia proche où Fir et USCGC Steadfast étaient amarrés. Fir a récupéré l'avion et les deux passagers ont été secourus.
De juin à octobre 2010, Fir a été déployé dans le golfe du Mexique pour l' opération Deepwater Horizon. Au total, huit des seize baliseurs  de Juniper-class de la Garde côtière ont été déployés dans le golfe du Mexique pour une immense mission de lutte antipollution.